# Esmee Visser
Esmee Visser (Leiden, 27 de enero de 1996) es una deportista neerlandesa que compite en patinaje de velocidad sobre hielo. 
Participó en los Juegos Olímpicos de Pyeongchang 2018, obteniendo una medalla de oro en la prueba de 5000 m. Ganó dos medallas en el Campeonato Mundial de Patinaje de Velocidad sobre Hielo en Distancia Individual, plata en 2019 y bronce en 2020, y dos medallas de oro en el Campeonato Europeo de Patinaje de Velocidad sobre Hielo en Distancia Individual, en los años 2018 y 2020.

## Palmarés internacional
| Juegos Olímpicos                           | Juegos Olímpicos                | Juegos Olímpicos  | Juegos Olímpicos |
| Año                                        | Lugar                           | Medalla           | Prueba           |
| ------------------------------------------ | ------------------------------- | ----------------- | ---------------- |
| 2018                                       | Pyeongchang (Corea del Sur)     | Medalla de oro    | 5000 m           |
| Campeonato Mundial en Distancia Individual |                                 |                   |                  |
| Año                                        | Lugar                           | Medalla           | Prueba           |
| 2019                                       | Inzell (Alemania)               | Medalla de plata  | 5000 m           |
| 2020                                       | Salt Lake City (Estados Unidos) | Medalla de bronce | 5000 m           |
| Campeonato Europeo en Distancia Individual |                                 |                   |                  |
| Año                                        | Lugar                           | Medalla           | Prueba           |
| 2018                                       | Kolomna (Rusia)                 | Medalla de oro    | 3000 m           |
| 2020                                       | Heerenveen (Países Bajos)       | Medalla de oro    | 3000 m           |